# ماشین میم
ماشین میم (انگلیسی: The Meme Machine)، کتابی علمی محبوب یا علم به زبان ساده نوشته سوزان بلک‌مور با موضوع میم است. بلک مور تلاش می‌کند تا با بحث در مورد پتانسیل تجربی و تحلیلی آن، و همچنین برخی از مشکلات مهم با میمتیک، میمتیک را به عنوان یک علم شرح دهد.